# 哈賓格 (北卡羅萊納州)
哈賓格（英語：Harbinger）是位於美國北卡羅萊納州柯里塔克縣的非建制地區。

## 歷史
哈賓格的郵局自1886年營運至今。

## 地理
哈賓格所處的海拔為高於海平面4米（即13英呎），而該地所採用的時區為UTC-5，即北美东部时区（EST）。同時該地設有夏令時間，為UTC-5調快一小時，即UTC-4（EDT）。